# La Pomarède
La Pomarède  est une commune française située dans le nord-ouest du département de l'Aude en région Occitanie. Ses habitants sont appelés les Pomarédois.
Sur le plan historique et culturel, la commune fait partie du Lauragais, l'ancien « Pays de Cocagne », lié à la fois à la culture du pastel et à l’abondance des productions, et de « grenier à blé du Languedoc ». Exposée à un climat méditerranéen, elle est drainée par le ruisseau de Puginier et par divers autres petits cours d'eau. La commune possède un patrimoine naturel remarquable composé de deux zones naturelles d'intérêt écologique, faunistique et floristique.
La Pomarède est une commune rurale qui compte 184 habitants en 2022, après avoir connu un pic de population de 526 habitants en 1846. Elle fait partie de l'aire d'attraction de Castelnaudary. Ses habitants sont appelés les Pomaredois ou Pomaredoises.
Le patrimoine architectural de la commune comprend un immeuble protégé au titre des monuments historiques : le château, inscrit en 1995.

## Géographie

### Localisation
Commune située dans le Lauragais. Elle est limitrophe avec le département de la Haute-Garonne.

### Communes limitrophes
Les communes limitrophes sont  Issel, Labécède-Lauragais, Puginier, Revel, Saint-Félix-Lauragais, Tréville et Vaudreuille.
| Saint-Félix-Lauragais (Haute-Garonne) | Revel (Haute-Garonne) | Vaudreuille (Haute-Garonne) |
|                                       | La Pomarède           | Labécède-Lauragais          |
| Puginier                              | Tréville              | Issel (par un quadripoint)  |

### Hydrographie
La commune est pour partie dans le bassin de la Garonne, au sein du bassin hydrographique Adour-Garonne, et pour partie dans la région hydrographique « Côtiers méditerranéens », au sein du bassin hydrographique Rhône-Méditerranée-Corse. Elle est drainée par le ruisseau de Puginier, un bras du Laudot, la Ramejeanne, le ruisseau de la Caune et par deux petits cours d'eau, qui constituent un réseau hydrographique de 14 km de longueur totale,.
Le ruisseau de Puginier, d'une longueur totale de 11,4 km, prend sa source dans la commune et s'écoule vers l'ouest puis se réoriente au sud. Il traverse la commune et se jette dans le Fresquel à Souilhanels, après avoir traversé 4 communes.

### Climat
Pour des articles plus généraux, voir Climat de l'Occitanie et Climat de l'Aude.
En 2010, le climat de la commune est de type climat du Bassin du Sud-Ouest, selon une étude s'appuyant sur une série de données couvrant la période 1971-2000. En 2020, Météo-France publie une typologie des climats de la France métropolitaine dans laquelle la commune est exposée à un climat océanique altéré et est dans la région climatique Aquitaine, Gascogne, caractérisée par une pluviométrie abondante au printemps, modérée en automne, un faible ensoleillement au printemps, un été chaud (19,5 °C), des vents faibles, des brouillards fréquents en automne et en hiver et des orages fréquents en été (15 à 20 jours).
Pour la période 1971-2000, la température annuelle moyenne est de 12,9 °C, avec une amplitude thermique annuelle de 15,6 °C. Le cumul annuel moyen de précipitations est de 843 mm, avec 9,6 jours de précipitations en janvier et 5,6 jours en juillet. Pour la période 1991-2020, la température moyenne annuelle observée sur la station météorologique la plus proche, située sur la commune de Labécède-Lauragais à 5 km à vol d'oiseau, est de 13,2 °C et le cumul annuel moyen de précipitations est de 881,2 mm,. Pour l'avenir, les paramètres climatiques de la commune estimés pour 2050 selon différents scénarios d'émission de gaz à effet de serre sont consultables sur un site dédié publié par Météo-France en novembre 2022.

### Milieux naturels et biodiversité

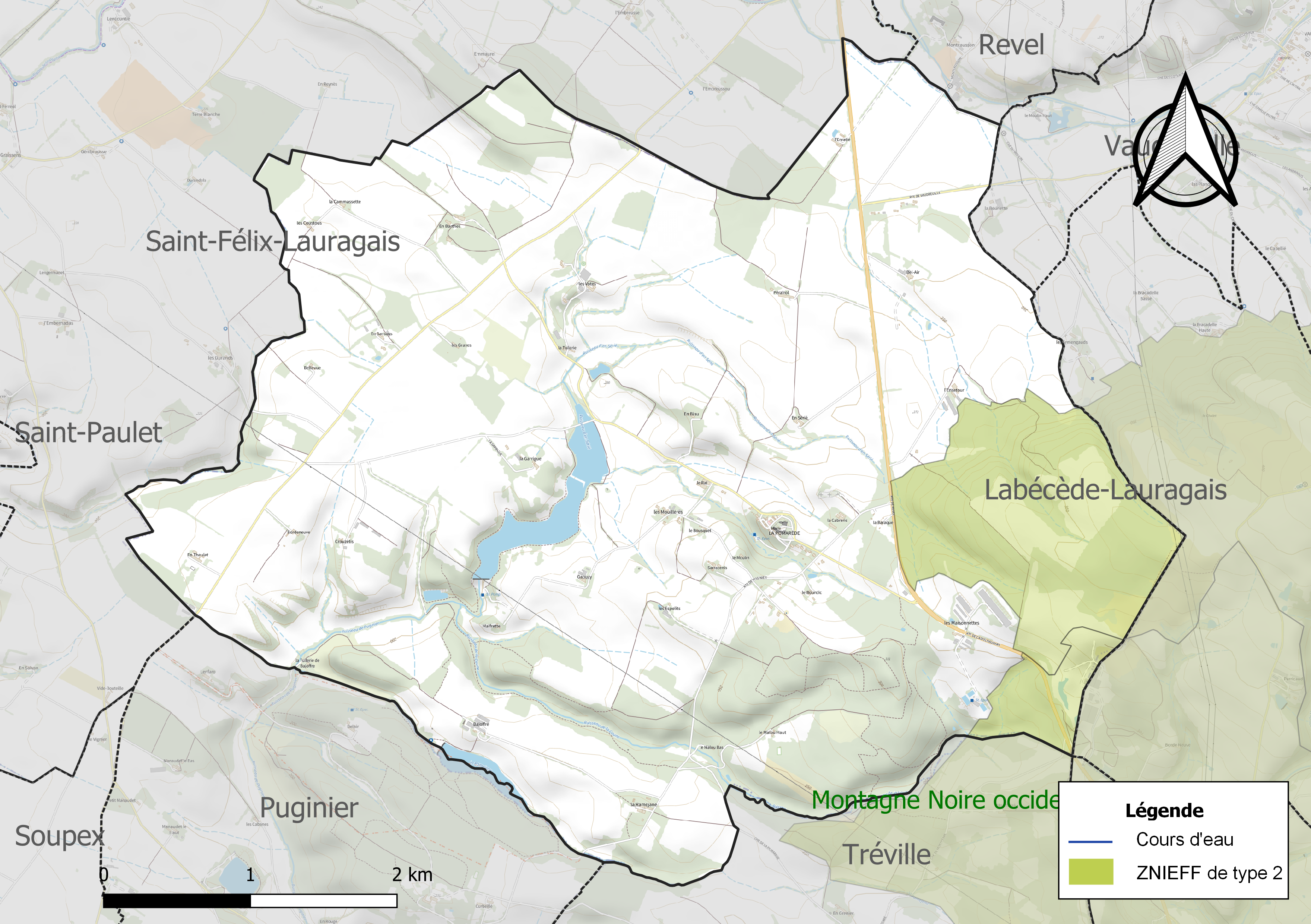
Carte des ZNIEFF de type 2 localisées sur la commune.

L’inventaire des zones naturelles d'intérêt écologique, faunistique et floristique (ZNIEFF) a pour objectif de réaliser une couverture des zones les plus intéressantes sur le plan écologique, essentiellement dans la perspective d’améliorer la connaissance du patrimoine naturel national et de fournir aux différents décideurs un outil d’aide à la prise en compte de l’environnement dans l’aménagement du territoire.
Deux ZNIEFF de type 2 sont recensées sur la commune :
- la « montagne Noire occidentale » (24 257 ha), couvrant 26 communes dont 25 dans l'Aude et 1 dans le Tarn[13] ;
- la « montagne Noire (versant Nord) » (31 971 ha), couvrant 37 communes dont 14 dans l'Aude, 2 dans la Haute-Garonne, 3 dans l'Hérault et 18 dans le Tarn[14].

## Urbanisme

### Typologie
Au 1er janvier 2024, La Pomarède est catégorisée commune rurale à habitat très dispersé, selon la nouvelle grille communale de densité à 7 niveaux définie par l'Insee en 2022.
Elle est située hors unité urbaine. Par ailleurs la commune fait partie de l'aire d'attraction de Castelnaudary, dont elle est une commune de la couronne,. Cette aire, qui regroupe 34 communes, est catégorisée dans les aires de moins de 50 000 habitants,.

### Occupation des sols
L'occupation des sols de la commune, telle qu'elle ressort de la base de données européenne d’occupation biophysique des sols Corine Land Cover (CLC), est marquée par l'importance des territoires agricoles (78,9 % en 2018), une proportion sensiblement équivalente à celle de 1990 (79,5 %). La répartition détaillée en 2018 est la suivante :
terres arables (64,2 %), forêts (19,3 %), zones agricoles hétérogènes (12,8 %), prairies (1,9 %), mines, décharges et chantiers (1,8 %). L'évolution de l’occupation des sols de la commune et de ses infrastructures peut être observée sur les différentes représentations cartographiques du territoire : la carte de Cassini (XVIIIe siècle), la carte d'état-major (1820-1866) et les cartes ou photos aériennes de l'IGN pour la période actuelle (1950 à aujourd'hui).

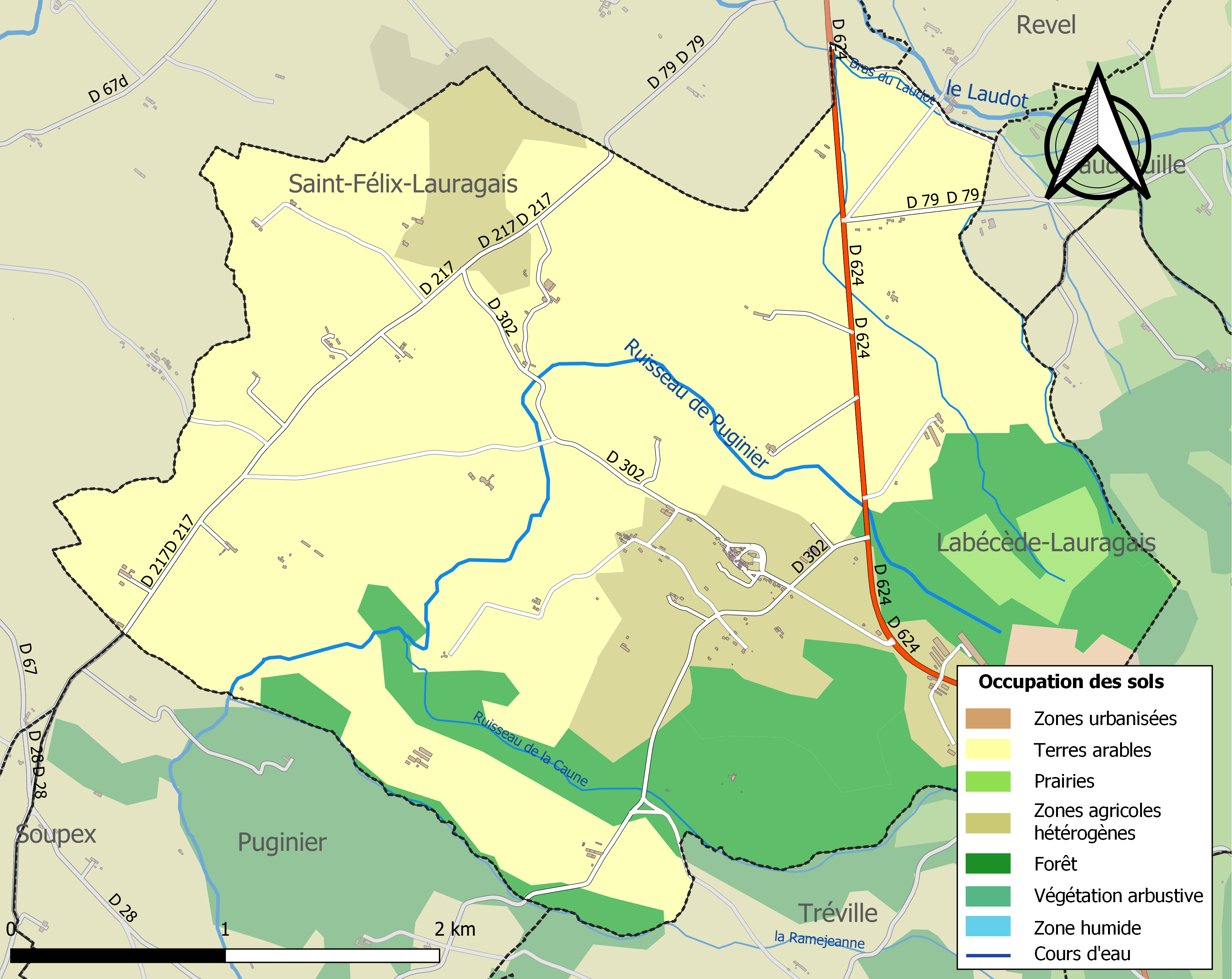
Carte des infrastructures et de l'occupation des sols de la commune en 2018 (CLC).

### Risques majeurs
Le territoire de la commune de La Pomarède est vulnérable à différents aléas naturels : météorologiques (tempête, orage, neige, grand froid, canicule ou sécheresse), feux de forêts et séisme (sismicité très faible). Il est également exposé à un risque technologique, le transport de matières dangereuses. Un site publié par le BRGM permet d'évaluer simplement et rapidement les risques d'un bien localisé soit par son adresse soit par le numéro de sa parcelle.

#### Risques naturels

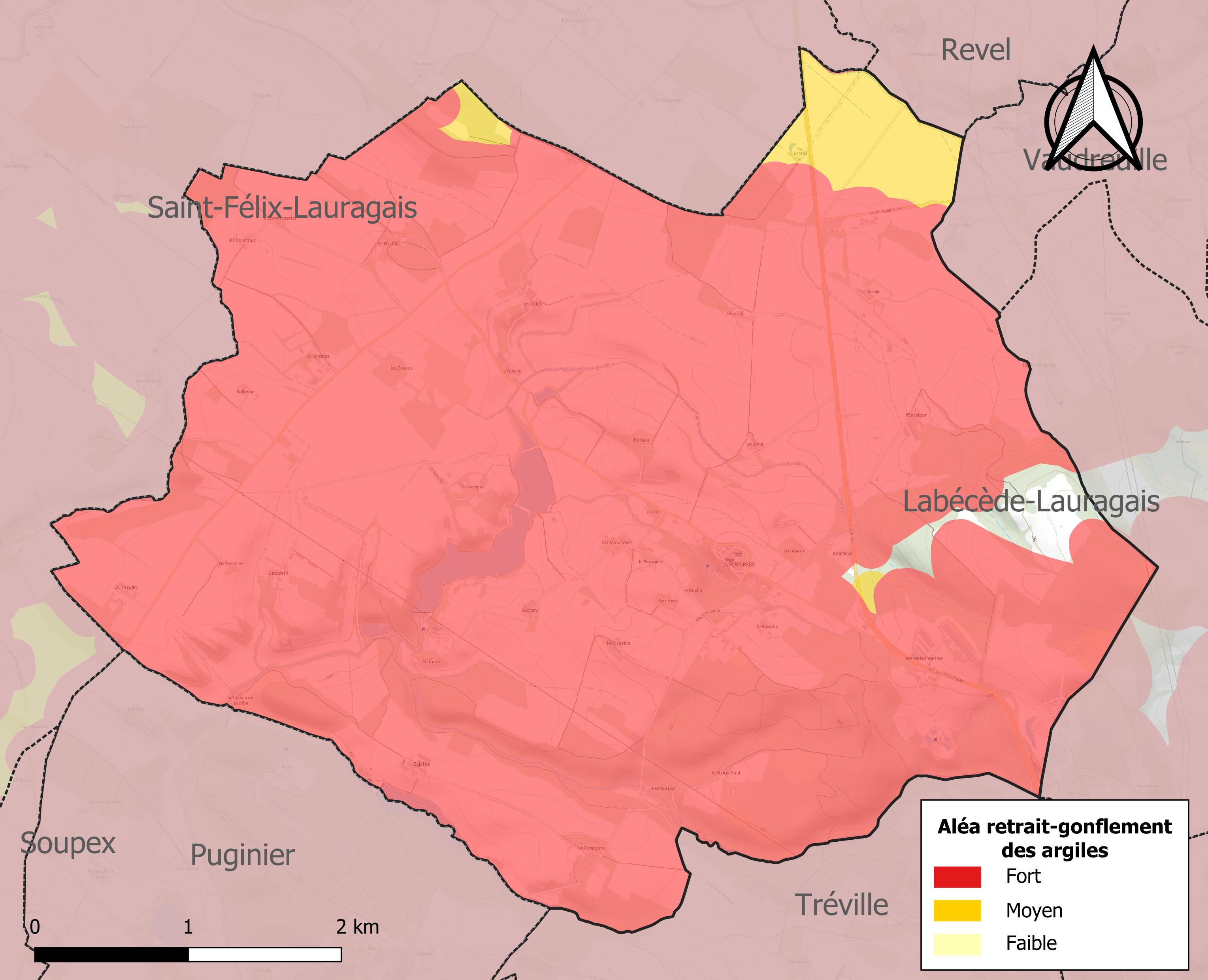
Carte des zones d'aléa retrait-gonflement des sols argileux de La Pomarède.

Le retrait-gonflement des sols argileux est susceptible d'engendrer des dommages importants aux bâtiments en cas d’alternance de périodes de sécheresse et de pluie. 98,4 % de la superficie communale est en aléa moyen ou fort (75,2 % au niveau départemental et 48,5 % au niveau national). Sur les 110 bâtiments dénombrés sur la commune en 2019, 110 sont en aléa moyen ou fort, soit 100 %, à comparer aux 94 % au niveau départemental et 54 % au niveau national. Une cartographie de l'exposition du territoire national au retrait gonflement des sols argileux est disponible sur le site du BRGM,.

#### Risques technologiques
Le risque de transport de matières dangereuses sur la commune est lié à sa traversée par une route à fort trafic. Un accident se produisant sur une telle infrastructure est en effet susceptible d’avoir des effets graves au bâti ou aux personnes jusqu’à 350 m, selon la nature du matériau transporté. Des dispositions d’urbanisme peuvent être préconisées en conséquence.

## Un peu d'Histoire
Le toponyme La Pomarède, d’origine végétale, signifie en occitan médiéval La Pommeraie. Son premier témoignage manuscrit remonterait à l’an 1091 sous la forme :  La Pomareda.
À cette période, La Pomarède est un habitat ecclésial. Elle devient une communauté villageoise avant le milieu du XIIIe siècle.
En 1211, La Pomarède, qui fait partie des places fortes acquises à la cause du comte de Toulouse contre Simon de Montfort, est assiégée lors de la croisade des Albigeois (1208-1249), menée à l'instigation de l'église catholique romaine contre l'hérésie, et en particulier contre le catharisme.
Vers 1347, Aimeri de Roquefort est le premier à être nominativement désigné seigneur de La Pomarède. À partir du siècle suivant, la baronnie de La Pomarède sera associée aux vicomtes de Caraman avant d'être liée à d'autres patronymes (Antoine de Carmaing au milieu du XVe siècle, Jean de Saint-Etienne à partir de 1552, Jean Emeric de Bruyères, baron de Chalabre, au XVIIIe s., le marquis Louis d’Auberjon en 1841...).
Le château de La Pomarède est vendu à la municipalité en 1950 parJeanne-Marie-Louise d’Auberjon (1883-1968), épouse de Louis Marie Nicolas Ernest Maurin de Brignac. Elle incarnerait ainsi la dernière châtelaine de La Pomarède.

## Politique et administration

### Liste des maires
| Période                                  | Période   | Identité                          | Étiquette | Qualité |
| ---------------------------------------- | --------- | --------------------------------- | --------- | ------- |
| juin 2013                                | en cours  | Nadine Clergue                    | SE        | Cadre   |
| mars 2008                                | mai 2013  | Jean Jacques Régnier              | SE        |         |
| avril 1999                               | mars 2008 | Philippe de la Motte Saint-Pierre |           |         |
| juin 1995                                | mars 1999 | Jacques Bonnemaison               |           |         |
| mars 1983                                | juin 1995 | Guy Calvet                        |           |         |
|                                          | mars 1983 | Antoine Pujol                     | SE        |         |
| Les données manquantes sont à compléter. |           |                                   |           |         |

## Démographie
L'évolution du nombre d'habitants est connue à travers les recensements de la population effectués dans la commune depuis 1793. Pour les communes de moins de 10 000 habitants, une enquête de recensement portant sur toute la population est réalisée tous les cinq ans, les populations de référence des années intermédiaires étant quant à elles estimées par interpolation ou extrapolation. Pour la commune, le premier recensement exhaustif entrant dans le cadre du nouveau dispositif a été réalisé en 2005.

En 2022, la commune comptait 184 habitants, en évolution de +26,03 % par rapport à 2016 (Aude : +2,65 %, France hors Mayotte : +2,11 %).
| 1793 | 1800 | 1806 | 1821 | 1831 | 1836 | 1841 | 1846 | 1851 |
| ---- | ---- | ---- | ---- | ---- | ---- | ---- | ---- | ---- |
| 383  | 426  | 373  | 427  | 481  | 494  | 513  | 526  | 522  |

| 1856 | 1861 | 1866 | 1872 | 1876 | 1881 | 1886 | 1891 | 1896 |
| ---- | ---- | ---- | ---- | ---- | ---- | ---- | ---- | ---- |
| 464  | 507  | 490  | 465  | 446  | 405  | 415  | 386  | 353  |

| 1901 | 1906 | 1911 | 1921 | 1926 | 1931 | 1936 | 1946 | 1954 |
| ---- | ---- | ---- | ---- | ---- | ---- | ---- | ---- | ---- |
| 339  | 322  | 336  | 261  | 257  | 273  | 271  | 269  | 233  |

| 1962 | 1968 | 1975 | 1982 | 1990 | 1999 | 2005 | 2006 | 2010 |
| ---- | ---- | ---- | ---- | ---- | ---- | ---- | ---- | ---- |
| 181  | 175  | 174  | 165  | 163  | 158  | 166  | 169  | 162  |

| 2015 | 2020 | 2022 | - | - | - | - | - | - |
| ---- | ---- | ---- | - | - | - | - | - | - |
| 148  | 177  | 184  | - | - | - | - | - | - |

## Économie

### Revenus
En 2018 (données Insee publiées en septembre 2021), la commune compte 75 ménages fiscaux, regroupant 162 personnes. La médiane du revenu disponible par unité de consommation est de 19 770 € (19 240 € dans le département).

### Emploi
| Division       | 2008   | 2013   | 2018   |
| -------------- | ------ | ------ | ------ |
| Commune        | 10,7 % | 7,4 %  | 9,5 %  |
| Département    | 10,2 % | 12,8 % | 12,6 % |
| France entière | 8,3 %  | 10 %   | 10 %   |

En 2018, la population âgée de 15 à 64 ans s'élève à 91 personnes, parmi lesquelles on compte 77,1 % d'actifs (67,6 % ayant un emploi et 9,5 % de chômeurs) et 22,9 % d'inactifs,. En 2018, le taux de chômage communal (au sens du recensement) des 15-64 ans est inférieur à celui de la France et du département, alors qu'en 2008 la situation était inverse.
La commune fait partie de la couronne de l'aire d'attraction de Castelnaudary, du fait qu'au moins 15 % des actifs travaillent dans le pôle,. Elle compte 24 emplois en 2018, contre 50 en 2013 et 54 en 2008. Le nombre d'actifs ayant un emploi résidant dans la commune est de 64, soit un indicateur de concentration d'emploi de 37,6 % et un taux d'activité parmi les 15 ans ou plus de 56 %.
Sur ces 64 actifs de 15 ans ou plus ayant un emploi, 15 travaillent dans la commune, soit 23 % des habitants. Pour se rendre au travail, 82,4 % des habitants utilisent un véhicule personnel ou de fonction à quatre roues, 2,7 % les transports en commun, 8,2 % s'y rendent en deux-roues, à vélo ou à pied et 6,8 % n'ont pas besoin de transport (travail au domicile).

### Activités hors agriculture
15 établissements sont implantés à la Pomarède au 31 décembre 2019.
Le secteur de l'industrie manufacturière, des industries extractives et autres est prépondérant sur la commune puisqu'il représente 33,3 % du nombre total d'établissements de la commune (5 sur les 15 entreprises implantées à la La Pomarède), contre 8,8 % au niveau départemental.

### Agriculture
La commune est dans le Lauragais, une petite région agricole occupant le nord-ouest du département de l'Aude,. En 2020, l'orientation technico-économique de l'agriculture  sur la commune est l'élevage de porcins.
|               | 1988 | 2000 | 2010 | 2020 |
| ------------- | ---- | ---- | ---- | ---- |
| Exploitations | 20   | 14   | 16   | 14   |
| SAU (ha)      | 759  | 882  | 906  | 890  |

Le nombre d'exploitations agricoles en activité et ayant leur siège dans la commune est passé de 20 lors du recensement agricole de 1988  à 14 en 2000 puis à 16 en 2010 et enfin à 14 en 2020, soit une baisse de 30 % en 32 ans. Le même mouvement est observé à l'échelle du département qui a perdu pendant cette période 60 % de ses exploitations,. La surface agricole utilisée sur la commune a quant à elle augmenté, passant de 759 ha en 1988 à 890 ha en 2020. Parallèlement la surface agricole utilisée moyenne par exploitation a augmenté, passant de 38 à 64 ha.

## Culture locale et patrimoine

### Lieux et monuments
- Enceinte fortifiée du XIe et XIIe siècle qui abrite la mairie, l'agence communale de La Poste, l'école et la salle des fêtes. Appuyée sur deux des tours, le bâtiment seigneurial du XVIIe siècle est devenu depuis 1997 l'Hostellerie du Château de La Pomarède).
- Une autre tour est dite de Jean XXII, pape d'Avignon, qui est supposé y avoir passé une nuit en 1320.
- Église Saint-Christophe de La Pomarède.

### Personnalités liées à la commune
- Jacques Bonnemaison,vice-amiral d'escadre, ancien maire de juin 1995 à mars 1999, chercheur, travaux liés à la circulation de l'information dans l'univers.
- Frédéric Bézian, auteur de bandes dessinées, a vécu, d'abord de 1960 à 1963, puis de 1984 à 1998 au château de La Pomarède où il a puisé son inspiration pour créer certains des paysages dans lesquels il a mis en scène ses personnages fantastiques, en particulier dans la série Adam Sarlech[33].
- Alexandre-Joseph-Alexis de Bruyère de Chalabre (1735-1796), prélat français né à La Pomarède.

### Héraldique
| Blason de Pomarède (La) | Blason  | De gueules aux trois grenades tigées et feuillées de sinople ouvertes du champ. |
| Blason de Pomarède (La) | Détails | Le statut officiel du blason reste à déterminer.                                |

## Photographies

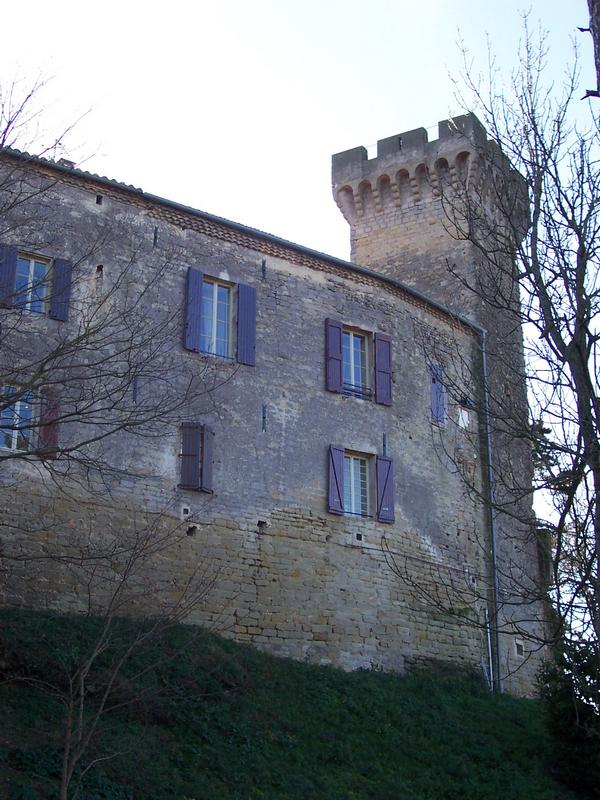
Le château.
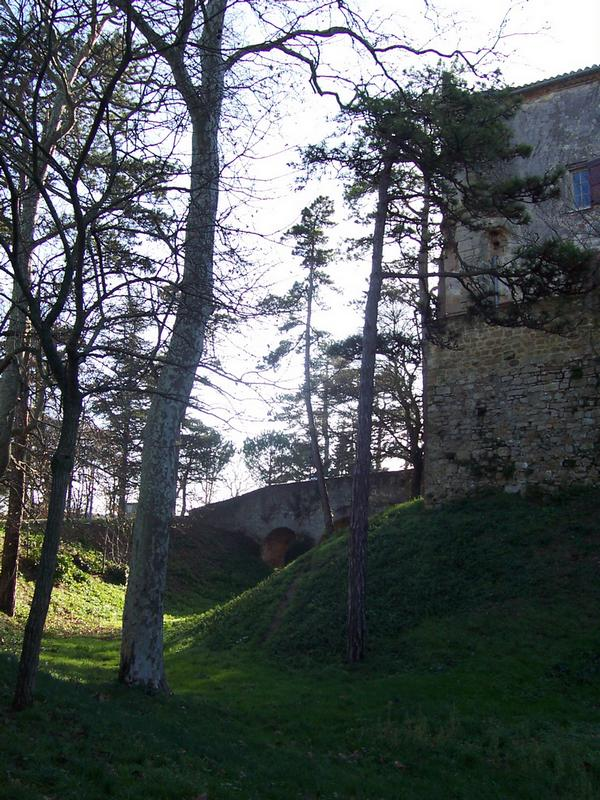
Les douves.
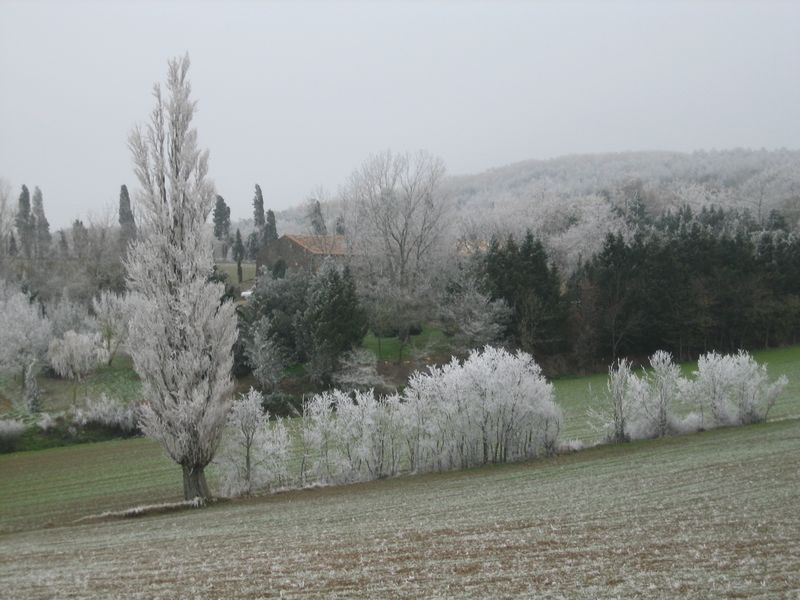
En hiver.